# Norra Säms kyrkoruin

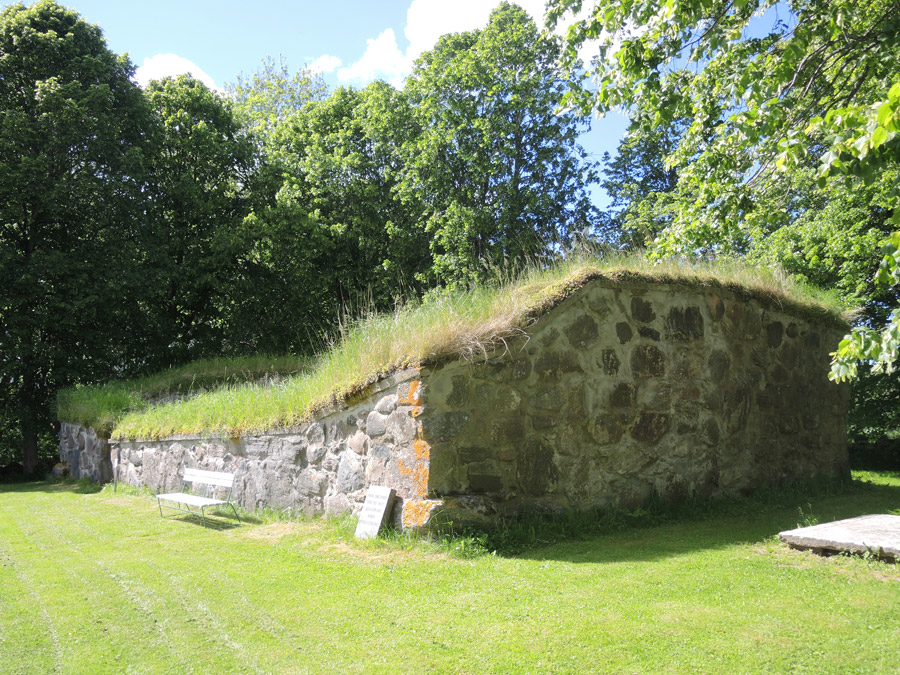
Norra Säms kyrkoruin.

Norra Säms kyrkoruin ligger vid Sämsjöns norra strand i Herrljunga kommun. Den var tidigare församlingskyrka i Norra Säms församling, Skara stift.

## Kyrkobyggnaden
Kyrkan uppfördes troligen på 1200-talet. Den ska enligt uppgifter från början av 1800-talet ha varit liten och mörk. Den var därtill förfallen och förslag restes 1819 om att riva ner byggnaden. Efter två decenniers diskussioner beslutades att sälja kyrkan, som ropades in på auktion av ägaren till säteriet Sämsholm. Byggnaden användes en tid som magasin, varefter den fick förfalla. 
Församlingen delar sedan 1843 Skölvene kyrka, som då stod färdig, med Skölvene församling. 
Kyrkoruinen konserverades 1932. 

## Inventarier
De flesta inventarierna överfördes till Skölvene kyrka. 
- En önskan att få köpa in två ljusstakar och en brudkrona i silver avslogs med motiveringen av de donerats av Catarina Bielke 1661. De förvaras i pastoratet.
- Ett bemålat altarskåp i trä finns numera i Ramnakyrkan vid Borås museum.
- Predikstolen, som legat oanvänd i ett sekel, renoverades och installerades i Hovs kyrka i samband med dess restaurering 1936-1937.
- Kyrkan hade en klocka i en nu raserad, fristående stapel. Efter att ha förvarats med övriga inventarier till Skölvene, återfördes den 1955 till Norra Säm och hänger i en samma år uppförd klockstapel i falurött trä på kyrkoruinens område.

## Bilder

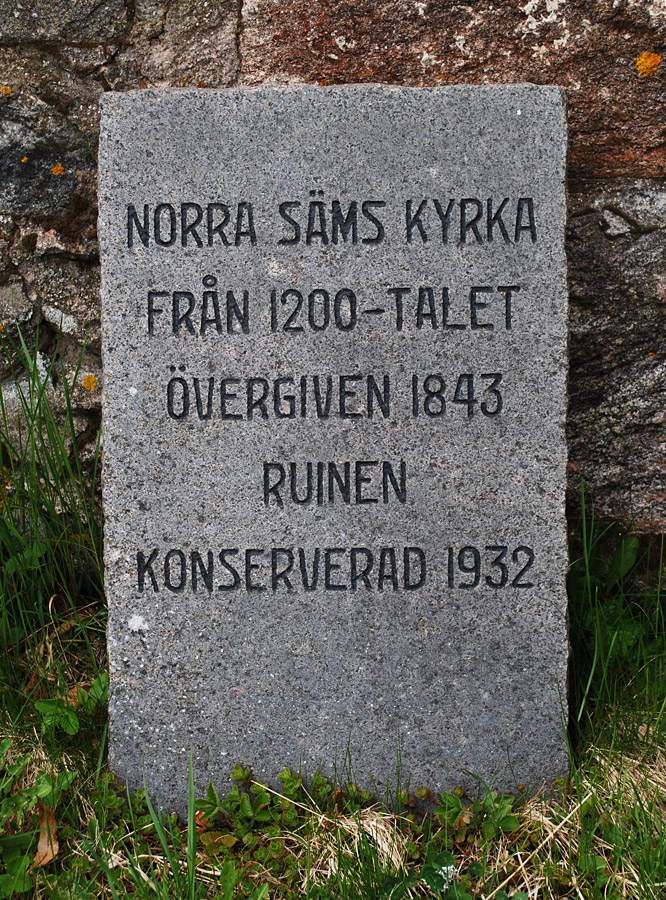
Minnesstenen.
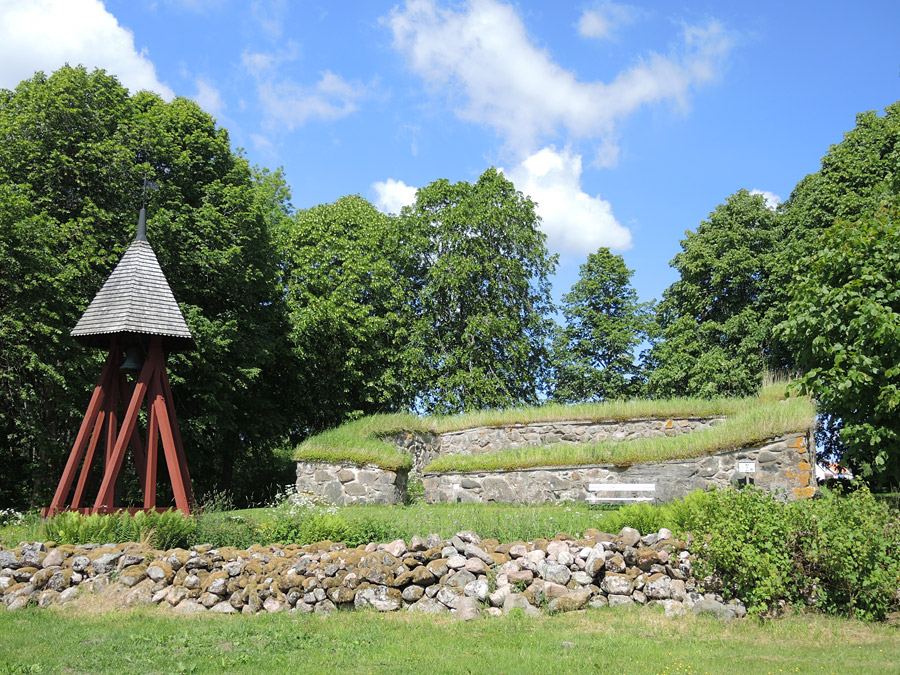
Klockstapel vid kyrkoruinen.
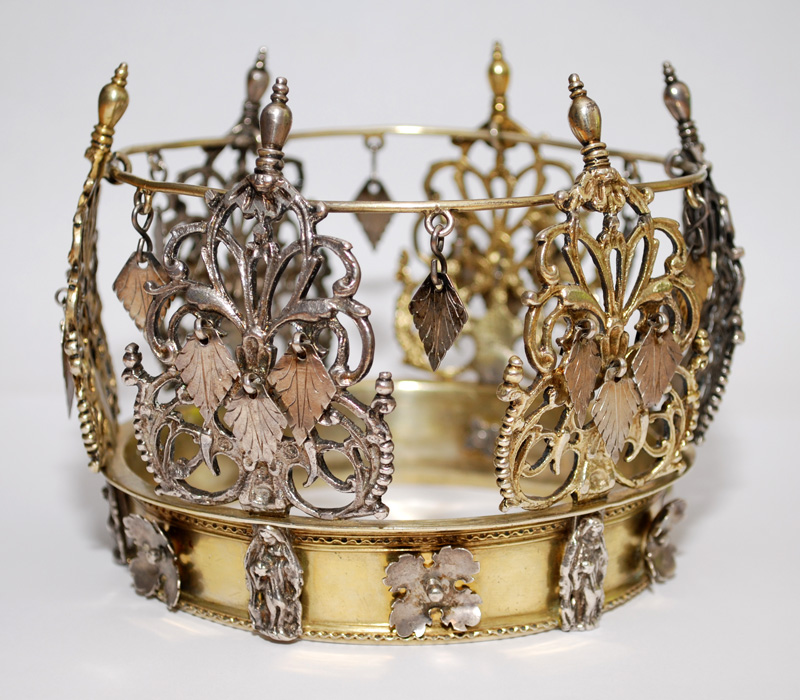
Brudkronan i silver.
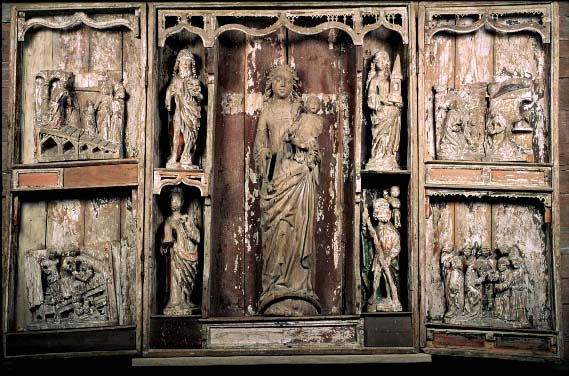
Det gamla altarskåpet är från sent 1400-tal, tillverkat av ekträ i Norra Tyskland. Idag på Borås museum.
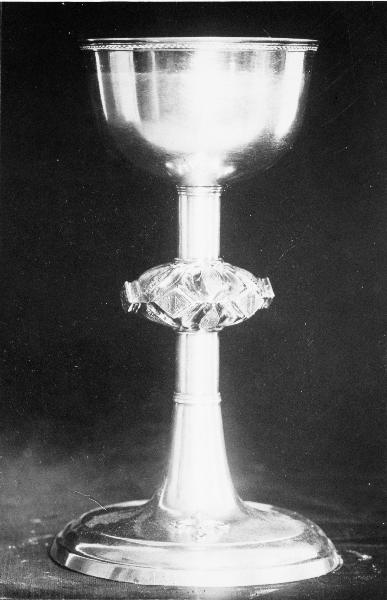
Nattvardskalk i silver.
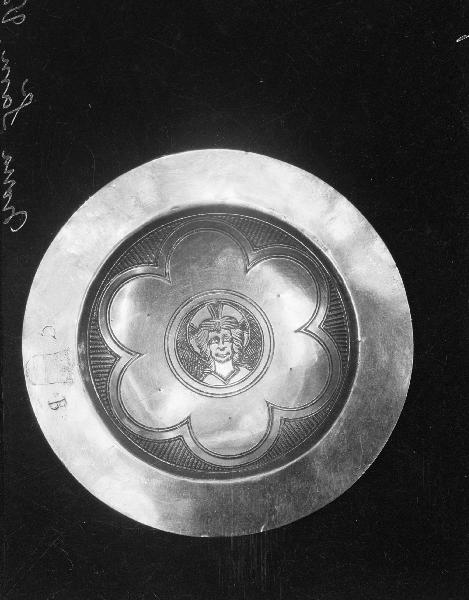
Paten, d.v.s. fat för nattvardsbröd.
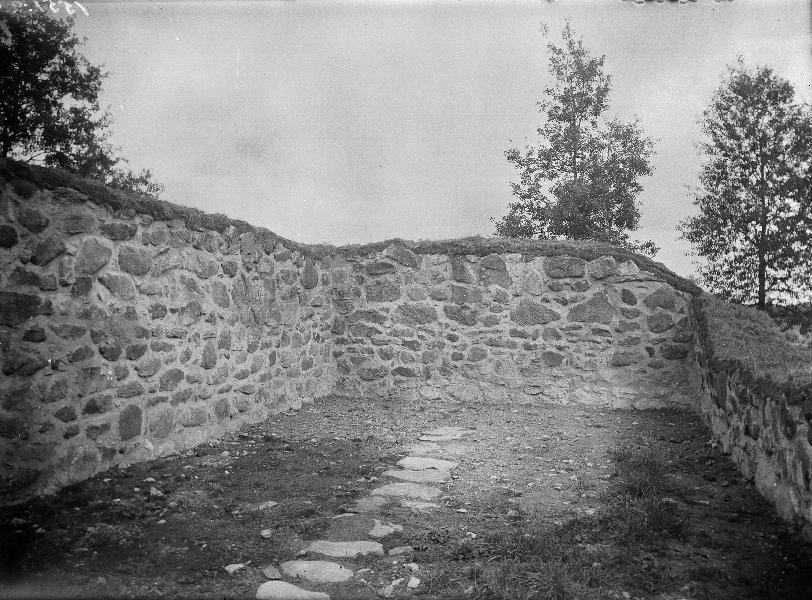
Efter konservering, dokumenterat Axel Forssén.